# Pausanias de Esparta
Pausanias (griego Παυσάνιας) fue rey de Esparta en dos períodos: 445-426 a. C. y 409-394 a. C. Perteneciente a la familia real de los Agíadas, era hijo de Plistoanacte, y sobrino del general Pausanias. Reinó conjuntamente con Agis II, y luego con Agesilao II. Fue padre de dos reyes, Agesipolis I y Cleómbroto I.

## Primer reinado
Pausanias llegó al trono en 445 a. C., cuando los éforos, en ese momento muy poderosos, derrocaron a su padre, Plistoanacte, culpándole de la fallida invasión del Ática. Pausanias, al ser muy joven, fue sometido a la regencia de su tío Cleómenes, que le acompañó durante la invasión del Ática, en (427 a. C.).
Finalmente, Pausanias fue destituido por los éforos en 426 a. C., que repusieron a su padre en el trono, donde permaneció hasta su muerte, en 409 a. C., año del retorno de Pausanias.

## Segundo reinado
Pausanias reaparece al inicio de 403 a. C., cuando los Diez, que acababan de sustituir a los Treinta Tiranos, después de la batalla de Muniquia, se habían refugiado en la ciudad, con los demócratas de Trasíbulo asediándoles en el Pireo. Los Treinta y los Diez habían mandado una embajada a Lisandro, pidiéndole venir en su ayuda, lo que hizo personalmente, comenzando a asediar a los demócratas por tierra, con un ejército de mercenarios, y por mar, con la flota espartana, mandada por su hermano.
Pausanias, los éforos, y muchas otras personalidades espartanas, estaban celosos del poder de Lisandro, que estaba construyendo una especie de imperio personal, por lo que decidieron arruinar sus planes: Pausanias, con tres de los cinco éforos, se dirigió al Ática, con el ejército peloponesio, supuestamente para ayudar a Lisandro, pero en realidad, para desbaratar sus operaciones.
Acampó en Alipedo, cerca de El Pireo, donde los exiliados de Atenas, que no conocían sus intenciones, le atacaron. La batalla de El Pireo concluyó con victoria espartana. No obstante, Pausanias, que continuaba favoreciendo a los demócratas, logró convencerles con despachos secretos, de mandar embajadores a para pedir el fin de la guerra, y cuando encontró a dos representantes del gobierno de los Diez, favorables a su propuesta, les mandó a Esparta, para demostrar que los atenienses deseaban la paz.
Los espartanos, en respuesta, mandaron a quince delegados, que con Pausanias, formularon las cláusulas de la paz, en septiembre de 403 a. C. Básicamente se decidió la creación de dos estados separados: la República de Eleusis para los oligarcas, y el resto para las bases demócratas de la ciudad.
Concluido el tratado, Pausanias volvió a la patria. espartana, pero el partido que le era adverso, le hizo procesar por un tribunal compuesto por la gerusía, los éforos, y el otro rey, Agis II. Catorce de los veintiocho gerontes y Agis votaron por su condena, mientras que el resto de los gerontes y los éforos, votaron su absolución., por lo que resultó absuelto.

### Guerra de Corinto
Absuelto en el juicio del 395 a. C., el rey fue llamado a guiar, junto con Lisandro, parte del ejército que debía invadir Beocia, en respuesta a la actitud hostil que había adoptado Tebas desde años atrás.
Lisandro no esperó al ejército del rey, después de haber convencido a Orcómeno a pasarse al bando espartano, acampó cerca de la ciudad de Aliarto y mandó un mensajero a Pausanias, para pedirle que se reuniera con él al amanecer. Sin embargo, el mensajero fue capturado, y Pausanias no recibió noticias del plan de Lisandro. Al día siguiente, Lisandro avanzó hacia Aliarto con su ejército, y según Jenofonte, esperando convencer a sus habitantes de desertar, a cambio de autonomía, pero murió en cruenta batalla.
Al recibir la noticia de la derrota y muerte de Lisandro, Pausanias se dirigió hacia Aliarto, con la intención de recuperar a los muertos, y pedir una tregua, ya que, tras consultar con sus oficiales, consideró difícil emprender batalla, dada la situación: las tropas de Lisandro se habían retirado, los corintios rehusaban combatir, su ejército estaba desmoralizado, y los tebanos, en cambio, estaban eufóricos, y disponían de superior caballería. Los tebanos la aceptaron, pero debieron abandonar Beocia.

### Exilio y muerte
De vuelta a la patria, fue procesado por un delito capital. Según Jenofonte, fue acusado de haber llegado tarde a Aliarto, de haber estipulado la tregua, en lugar de combatir, y de no haber destruido a los demócratas atenienses en el Pireo. Es posible que también fuera imputado por su intento de abolir el eforado. Pausanias huyó al santuario de Atena Alea, en Tegea, y fue condenado a muerte en ausencia. Le sucedió su hijo, Agesipoli I.
Murió en Tegea después del 385 a. C., año en que es citado por las fuentes contemporáneas.